# Lel
Lel är en sjö i Arvika kommun i Värmland och ingår i Göta älvs huvudavrinningsområde. Sjöns area är 0,7777 kvadratkilometer och den är belägen 269,3 meter över havet.